# Pholidota cantonensis
Pholidota cantonensis är en orkidéart som beskrevs av Robert Allen Rolfe. Pholidota cantonensis ingår i släktet Pholidota och familjen orkidéer. Inga underarter finns listade i Catalogue of Life.